# Santa Catarina Yutandú
Santa Catarina Yutandú är en ort i Mexiko.   Den ligger i kommunen Heroica Villa Tezoatlán de Segura y Luna och delstaten Oaxaca, i den sydöstra delen av landet, 250 km sydost om huvudstaden Mexico City. Santa Catarina Yutandú ligger 1 910 meter över havet och antalet invånare är 187.
Terrängen runt Santa Catarina Yutandú är lite bergig. Runt Santa Catarina Yutandú är det glesbefolkat, med 16 invånare per kvadratkilometer. Närmaste större samhälle är San Miguel Monteverde, 3,4 km sydost om Santa Catarina Yutandú. Omgivningarna runt Santa Catarina Yutandú är en mosaik av jordbruksmark och naturlig växtlighet.